# Bilikenn
Pour les articles homonymes, voir Billiken.
Bilikenn est un groupe de musique bretonne, constitué en 2005 par Betty Morin au chant et Alban Sorette. Leur répertoire est composé de chants traditionnels de Haute Bretagne (pays Gallo). Ils sont rejoints en 2006 par Blandine Laval à la flûte traversière. Ils se produisent principalement en concert et en fest-noz.

## Discographie
- 2005 : De tous côtés - (CD)
- 2007 : De haute-bretagne - (CD 2 titres)
- 2008 : Musiques au pays de Dol de Bretagne - (CD - compilation)